# 赛夫号巡防舰
赛夫号巡防舰（PNS Saif FFG-253) 是一艘巴基斯坦海军的佐勒菲卡尔级导弹护卫舰，自2010年服役以来，成为巴基斯坦海军的主力战舰之一。